# 샤울 모파즈
샤울 모파즈(히브리어: שאול מופז, 영어: Shaul Mofaz, 1948년 11월 4일 ~ )는 은퇴한 이스라엘 군 장교이자 정치인이다. 1966년 이스라엘 방위군(IDF)에 입대하여 낙하산 부대에서 복무했다. 그는 제3차 중동 전쟁, 욤키푸르 전쟁, 1982년 레바논 전쟁, 엔테베 작전에 낙하산 부대와 엘리트 특수부대인 사예레트 마트칼과 함께 참전했다. 1998년에는 IDF의 제16대 참모총장이 되어 2002년까지 근무했다. 그는 이란 유대인 혈통이다.
군을 제대한 후 정계에 입문했다. 2002년 국방부 장관으로 임명되어 2006년 카디마 목록의 크네세트 의원으로 선출될 때까지 그 직책을 맡았다. 그 후 2009년까지 부총리 겸 교통안전부 장관을 역임했다. 2012년 3월 카디마의 지도자가 된 후 야당 대표가 된 그는 70일 동안 내각에 복귀하여 총리 대행, 부총리 및 무임소장관을 역임했다. 카디마는 2013년 선거에서 단 2석으로 줄어들었고, 모파즈는 2015년 선거 직전에 정계에서 은퇴했다.

## 어린 시절
샤울 모파즈는 1948년 11월 4일, 이란 테헤란에서 이스파한 출신의 이란 유대인 부모님 사이에서 샤람 모파즈카르(페르시아어: شهرام مفضض‌کار)로 태어나 가족이 이스라엘로 이주할 때까지 테헤란에서 살았다. 그의 아버지는 테헤란에 있는 ORT 학교의 교장이었다. 모파즈는 1957년 9살 때 가족과 함께 이스라엘로 이민을 떠났다. 가족은 모파즈가 자란 에일라트에 정착했다. 아버지는 에일라트에 작은 공장을 세우려는 시도가 실패했고, 그는 육체노동자로 일하면서 가족을 부양해야 했다. 그의 가족은 방 한 개 반짜리 아파트에 살았고 부모님은 식탁에 음식을 올리는 데 어려움을 겪었다. 10살 때 그는 가족을 부양하기 위해 건설업에 종사해야 했다. 모파즈는 에일라트에 있는 종교 초등학교에 다녔다. 14살 때 그의 아버지는 그를 이스르엘 골짜기의 나할랄에 있는 농업 기숙학교에 보내어 학업과 농업 업무를 병행했다. 모파즈는 기숙학교가 더 넓은 이스라엘 사회에 처음으로 진정으로 노출되었고, "진정한 이스라엘인"으로 여겨지기 위해 고군분투했다고 회상하며, "당신은 나할랄 출신의 아이들과 함께 수업을 듣고 있습니다. 나할랄의 큰 농장에 있는 큰 집에 사는 이 왕자들, 그리고 당신은 어디 출신인가요? 테헤란, 에일라트 출신, 주택 프로젝트의 작은 아파트에서 온 어느 곳에서도." 그는 군대에서 낙하산 부대원이 되기로 결심하게 되었고, 이를 완전한 이스라엘인이 되기 위한 방법으로 여겼다.

## 군사 경력
1966년 고등학교를 졸업한 후 이스라엘 방위군(IDF)에 징집되어 낙하산 여단에서 복무했다. 그는 이집트군에 맞서 남부 전선에서 낙하산 부대원으로 제3차 중동 전쟁에 참전했다. 의무 복무 후 모파즈는 직업 장교로 IDF에 남아있었다. 1969년 장교가 된 그는 낙하산 여단 890대대에서 낙하산 소대를 지휘한 후 1971년 890대 중대를 지휘했다. 그는 소모전과 욤키푸르 전쟁에 참전했다. 욤키푸르 전쟁 동안 그는 드레스 작전과 다비드카 작전에 참여하여 시리아 영토 깊숙이 두 차례의 공습을 가했다. 모파즈는 1974년 890대대 부사령관이 되었다. 1975년 엘리트 특공대인 사예레트 마트칼의 부사령관으로 임명되었고 이듬해 엔테베 작전에 참여했다. 1976년 바르일란 대학교에서 안식년을 보낸 후 1978년 현역으로 복귀했다. 그는 낙하산 여단 202대대 사령관으로 임명되었고 1980년 낙하산 여단 부사령관이 되었다. 1981년에는 제769영토여단을 지휘했다.

## 정치 경력
2002년 정부 위기 이후, 샤울 모파즈는 아리엘 샤론에 의해 국방부 장관으로 임명되었다. 그는 팔레스타인과의 합의를 지지했지만 하마스, 이슬람 자하드, 탄짐, 알 아크사 순교자 여단과 같은 무장 단체와의 전쟁에서는 타협하지 않으려 했다.
그가 IDF 참모총장직을 최근에야 떠났다는 사실 때문에 2003년 선거에 참여할 수 없었다(그 무렵 모파즈는 샤론의 리쿠드에 합류했다). 그럼에도 불구하고 샤론은 그를 새 정부의 국방부 장관으로 재임명했다.
2005년 11월 21일, 모파즈는 샤론의 새로운 정당 카디마 가입 초대를 거절하고 대신 리쿠드 당수 후보로 출마하겠다고 발표했다. 그러나 2005년 12월 11일, 그가 리쿠드를 절대 떠나지 않겠다고 약속한 지 하루 만에 그는 지도부 경선과 리쿠드 당수 경선에서  모두 물러나 카디마에 합류했다.
2006년 3월 말 선거 이후, 모파즈는 국방부 장관직에서 물러났고 2006년 5월 4일에 신설된 새 내각에서 교통부 장관직을 맡게 되었다.
2008년, 당시 이스라엘 총리였던 에후드 올메르트가 부패 혐의로 사임 압력을 받자, 모파즈는 카디마 당의 지도부에 출마하겠다고 발표했다.

## 사생활
모파즈는 오릿과 결혼하여 네 명의 자녀를 두고 있다. 요나탄 네타냐후의 이름을 딴 그의 아들 요나탄도 IDF 장교가 되어 대령 계급을 획득했다. 그는 코차브야이르에 살고 있다.